# Mistrzostwa NRD w szachach
Mistrzostwa NRD w szachach – rozgrywany w latach 1950–1990 turniej w szachach, mający na celu wyłonienie mistrza kraju. Wcześniej (1946–1949 dla mężczyzn oraz 1948–1949 dla kobiet) rozgrywano mistrzostwa radzieckiej strefy okupacyjnej (SBZ-Meisterschaft).

## Mistrzostwa radzieckiej strefy okupacyjnej
| Rok  | Miejsce             | Mężczyźni         | Kobiety        |
| ---- | ------------------- | ----------------- | -------------- |
| 1946 | Lipsk               | Berthold Koch     | nie rozgrywano |
| 1947 | Weißenfels          | Lothar Schmid     | nie rozgrywano |
| 1948 | Bad Doberan         | Rudolf Teschner   | Gertrud Nüsken |
| 1949 | Bad Klosterlausnitz | Wolfgang Pietzsch | Mira Kremer    |

## Mistrzostwa NRD
| Rok  | Miejsce            | Mężczyźni                                                     | Kobiety                                         |
| ---- | ------------------ | ------------------------------------------------------------- | ----------------------------------------------- |
| 1950 | Sömmerda           | Rudolf Elstner (BSG Einheit Pankow)                           | Edith Keller                                    |
| 1951 | Schwerin           | Georg Stein                                                   | Mira Kremer                                     |
| 1952 | Binz               | Berthold Koch                                                 | Edith Keller-Herrmann                           |
| 1953 | Jena               | Reinhart Fuchs                                                | Gertrud Nüsken                                  |
| 1954 | Meerane            | Wolfgang Uhlmann (Aufbau Dresden)                             | Ursula Höroldt (SC Wissenschaft Halle)          |
| 1955 | Zwickau            | Wolfgang Uhlmann (SC Einheit Dresden)                         | Gertrud Nüsken (BSG Motor Görlitz)              |
| 1956 | Lipsk              | Reinhart Fuchs (SC Motor Berlin)                              | Edith Keller-Herrmann (SC Einheit Dresden)      |
| 1957 | Sömmerda           | Burkhard Malich (SC Wissenschaft Halle)                       | Edith Keller-Herrmann (SC Einheit Dresden)      |
| 1958 | Schkopau           | Wolfgang Uhlmann (SC Einheit Dresden)                         | Waltraud Schameitat (SC Chemie Halle)           |
| 1959 | Lipsk              | Wolfgang Pietzsch (SC Rotation Leipzig)                       | Edith Keller-Herrmann (SC Einheit Dresden)      |
| 1961 | Premnitz           | Lothar Zinn (SC Einheit Dresden)                              | Waltraud Schameitat (SC Chemie Halle)           |
| 1962 | Gera               | Wolfgang Pietzsch (SC Rotation Leipzig)                       | Waltraud Schameitat (SC Chemie Halle)           |
| 1963 | Aschersleben       | Günther Möhring (SC Chemie Halle)                             | Waltraud Nowarra (SC Chemie Halle)              |
| 1964 | Magdeburg          | Wolfgang Uhlmann (SC Einheit Dresden)                         | Gabriele Ortlepp (HSG Wissenschaft KMU Leipzig) |
| 1965 | Annaberg-Buchholz  | Lothar Zinn (TSC Berlin)                                      | Gabriele Just                                   |
| 1967 | Colditz            | Wolfgang Pietzsch (SC Leipzig)                                | Waltraud Nowarra (BSG Post Dresden)             |
| 1968 | Weimar             | Wolfgang Uhlmann (BSG Post Dresden)                           | Waltraud Nowarra (BSG Post Dresden)             |
| 1969 | Schwerin           | Lutz Espig (BSG Buna Halle)                                   | Waltraud Nowarra (BSG Post Dresden)             |
| 1970 | Freiberg           | Friedrich Baumbach (BSG DAW Berlin)                           | Christina Hölzlein (BSG Chemie Lützkendorf)     |
| 1971 | Strausberg         | Lutz Espig (BSG Buna Halle)                                   | Christina Hölzlein (BSG Chemie Lützkendorf)     |
| 1972 | Görlitz            | Manfred Schöneberg (SG Leipzig)                               | Gabriele Just (SG Leipzig)                      |
| 1973 | Erfurt             | Burkhard Malich (BSG Buna Halle)                              | Eveline Nünchert (HSG Wissenschaft Potsdam)     |
| 1974 | Poczdam            | Rainer Knaak (SG Leipzig)                                     | Petra Feustel (BSG Lok Gera)                    |
| 1975 | Stralsund          | Wolfgang Uhlmann (BSG Post Dresden) Rainer Knaak (SG Leipzig) | Brigitte Hofmann (BSG Buna Halle-Neustadt)      |
| 1976 | Gröditz            | Wolfgang Uhlmann (BSG Post Dresden)                           | Petra Feustel (SG Leipzig)                      |
| 1977 | Frankfurt nad Odrą | Lothar Vogt (SG Leipzig)                                      | Petra Feustel (SG Leipzig)                      |
| 1978 | Eggesin            | Rainer Knaak (SG Leipzig)                                     | Brigitte Hofmann (BSG Buna Halle-Neustadt)      |
| 1979 | Suhl               | Lothar Vogt (ASG Vorwärts Strausberg)                         | Brigitte Hofmann (BSG Buna Halle-Neustadt)      |
| 1980 | Plauen             | Hans-Ulrich Grünberg (BSG Buna Halle-Neustadt)                | Ulricke Seidemann (HSG PH/Empor Potsdam)        |
| 1981 | Fürstenwalde       | Wolfgang Uhlmann (BSG Post Dresden)                           | Annett Wagner-Michel (BSG AdW Berlin)           |
| 1982 | Salzwedel          | Rainer Knaak (SG Leipzig)                                     | Iris Bröder (BSG Buna Halle-Neustadt)           |
| 1983 | Chociebuż          | Rainer Knaak (SG Leipzig) Wolfgang Uhlmann (BSG Post Dresden) | Annett Wagner-Michel (BSG AdW Berlin)           |
| 1984 | Eilenburg          | Rainer Knaak (SG Leipzig)                                     | Iris Bröder (BSG Buna Halle-Neustadt)           |
| 1985 | Jüterbog           | Wolfgang Uhlmann (BSG Post Dresden)                           | Marion Heintze (BSG Buna Halle-Neustadt)        |
| 1986 | Nordhausen         | Wolfgang Uhlmann (BSG Post Dresden)                           | Carola Manger (BSG Motor Weimar)                |
| 1987 | Glauchau           | Raj Tischbierek (SG Leipzig)                                  | Iris Bröder (BSG Buna Halle-Neustadt)           |
| 1988 | Stralsund          | Lutz Espig (Greika Greiz) Thomas Pähtz                        | Antje Riedel (BSG AdW Berlin)                   |
| 1989 | Zittau             | Hans-Ulrich Grünberg (BSG Empor HO Berlin)                    | Kerstin Kunze (BSG Fortschritt Cottbus)         |
| 1990 | Bad Blankenburg    | Raj Tischbierek Thomas Pähtz                                  | Gundula Nehse                                   |